# Печчалькы (приток Таза)
Печчалькы (устар. Печаль-Кы) — река в России, протекает по территории Красноселькупского района Ямало-Ненецкого автономного округа. Устье реки находится в 693 км по правому берегу реки Таз. Длина реки составляет 181 км.

## Притоки
- 43 км: Мутпорылькикэ (лв)
- 46 км: Тункалькикэ (пр)
- 63 км: Кыпа-Печчалькы (лв)
- 67 км: Кылылькикэ (лв)
- 78 км: Нюнилькикэ (лв)
- 86 км: Тюнампылькы (пр)
- Каклыльсарпылькикэ (лв)
- 108 км: Пюльомтылькы (пр)
- 138 км: Ынтылькикэ (лв)
- 146 км: Каменная (пр)
- 150 км: Верхняя (пр)

## Данные водного реестра
По данным государственного водного реестра России относится к Нижнеобскому бассейновому округу, водохозяйственный участок реки — Таз, речной подбассейн реки — подбассейн отсутствует. Речной бассейн реки — Таз.
Код объекта в государственном водном реестре — 15050000112115300067264.